# Pommerit-Jaudy
Pommerit-Jaudy era una comuna francesa que estaba situada en el departamento de Costas de Armor, de la región de Bretaña que el 1 de enero de 2019 pasó a formar parte de la comuna nueva de La Roche-Jaudy como comuna delegada.

## Demografía
| Gráfica de evolución demográfica de Pommerit-Jaudy entre 1800 y 2016 |
|                                                                      |

Los datos demográficos contemplados en este gráfico de la comuna de Pommerit-Jaudy se han cogido de 1800 a 1999 de la página francesa EHESS/Cassini, y los demás datos de la página del INSEE.